# R. A. Harding

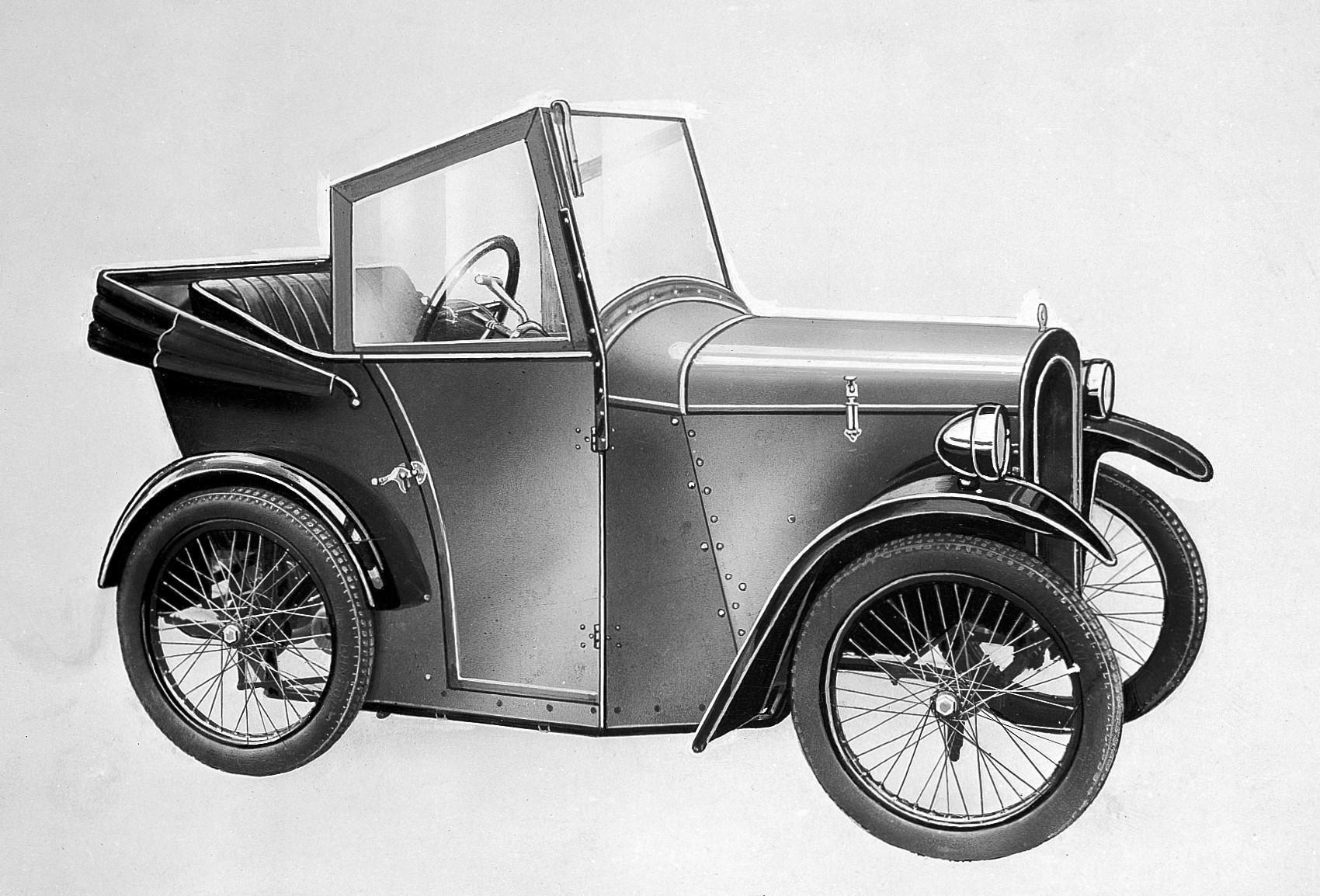
Fahrzeug von Harding

R. A. Harding (Bath) Ltd. war ein britischer Hersteller von Invalidenfahrzeugen.

## Unternehmensgeschichte
J. Gordon und E. Loxley gründeten 1921 das Unternehmen in Bath und begannen mit der Produktion von Invalidenfahrzeugen, die teilweise motorisiert waren. Der Markenname lautete Harding. 1966 endete die Kraftfahrzeugproduktion und 1973 die gesamte Produktion. Bis 1988 wurden noch Reparaturen ausgeführt.

## Fahrzeuge
Im Angebot standen Fahrzeuge, die speziell für Körperbehinderte geeignet waren. Es gab sie handbetrieben, mit Elektromotor und mit Ottomotor.